# Mormântul lui Mihail Sadoveanu
Mormântul lui Mihail Sadoveanu se află în Cimitirul Bellu din București, la figura 9 (Scriitori). Romancierul Mihail Sadoveanu este înmormântat între Mihai Eminescu și George Coșbuc.
Mormântul este înscris în Lista monumentelor istorice 2010 - Municipiul București - la nr. crt. 2581, cod LMI B-IV-m-A-20118.143.